# Złotniki Małe-Kolonia
Złotniki Małe-Kolonia est une localité polonaise de la gmina de Stawiszyn, située dans le powiat de Kalisz en voïvodie de Grande-Pologne.